# Eymoutiers (tổng)
Tổng Eymoutiers là một tổng của Pháp tọa lạc tại tỉnh Haute-Vienne trong vùng Nouvelle-Aquitaine của Pháp.

## Địa lý
Tổng này được tổ chức xung quanhd'Eymoutiers trong quận Limoges. Độ cao khu vực này là 290 m (Bujaleuf) đến 799 m (Beaumont-của -Lac) độ cao trung bình trên mực nước biển là 472 m.

## Hành chính
| Giai đoạn | Ủy viên        | Đảng | Tư cách |
| --------- | -------------- | ---- | ------- |
| 1992-1998 | André Leycure  | PCF  |         |
| 1998-2004 | Michel Ponchut | ADS  |         |
| 2004-2011 | Michel Ponchut | ADS  |         |

## Phân chia đơn vị hành chính
Tổng Eymoutiers được chia thành 12 xã và khoảng 5 992 người (điều tra dân số năm 1999 không tính trùng dân số).
| Xã                       | Dân số | Mã bưu chính | Mã insee |
| ------------------------ | ------ | ------------ | -------- |
| Augne                    | 123    | 87120        | 87004    |
| Beaumont-của -Lac        | 132    | 87120        | 87009    |
| Bujaleuf                 | 927    | 87460        | 87024    |
| Cheissoux                | 209    | 87460        | 87043    |
| Domps                    | 144    | 87120        | 87058    |
| Eymoutiers               | 2 115  | 87120        | 87064    |
| Nedde                    | 559    | 87120        | 87104    |
| Peyrat-le-Château        | 1 081  | 87470        | 87117    |
| Rempnat                  | 159    | 87120        | 87123    |
| Saint-Amand-le-Petit     | 126    | 87120        | 87132    |
| Sainte-Anne-Saint-Priest | 141    | 87120        | 87134    |
| Saint-Julien-le-Petit    | 276    | 87460        | 87153    |

## Thông tin nhân khẩu
| 1962                                                     | 1968  | 1975  | 1982  | 1990  | 1999  |
| -------------------------------------------------------- | ----- | ----- | ----- | ----- | ----- |
| 7 951                                                    | 8 799 | 8 087 | 7 292 | 6 632 | 5 992 |
| Nombre retenu à partir de 1962 : dân số không tính trùng |       |       |       |       |       |